# Panagiotis Kone
Panagiotis Giorgios Kone (Græsk: Παναγιώτης Γεώργιος Κονέ, født 26. juli 1987 i Tirana, Albanien) er en albansk født græsk fodboldspiller (offensiv midtbane/kantspiller). Han spiller for AEK Athen, udlejet fra Udinese.
Kone står (pr. april 2018) noteret for 28 kampe og to scoringer for Grækenlands landshold, som han debuterede for 17. november 2010 i en venskabskamp mod Østrig. Han repræsenterede sit land ved VM i 2014 i Brasilien.